# Suphisellus obscuripennis
Suphisellus obscuripennis là một loài bọ cánh cứng trong họ Noteridae. Loài này được Régimbart miêu tả khoa học đầu tiên năm 1889.